# SiriusPoint
SiriusPoint ist eine global tätige Versicherungsgruppe mit Hauptsitz in Hamilton auf den Bermudas. Das Unternehmen betreibt insbesondere Rückversicherungsgeschäft, zeichnet aber über Tochtergesellschaften auch Erstversicherungsgeschäft.

## Hintergrund
SiriusPoint entstand aus dem 2021 vollzogenen Zusammenschluss von Third Point Re und der Sirius Group.
Die Sirius Group war aus der 1945 in Stockholm gegründeten Försäkringsaktiebolaget Sirius hervorgegangen. Diese hatte im Zuge einer Umstrukturierung 1989 ihr Rückversicherungsgeschäft in die Sirius International konzentriert, die drei Jahre später als Muttergesellschaft der Sirius Group etabliert worden war. Das Technikunternehmen ABB erwarb die Versicherungsgruppe, die Anfang der 2000er Jahre aufgrund der ökonomischen Folgen der Terroranschläge am 11. September 2001 sowie hoher Asbestschadenfälle in finanzielle Schwierigkeiten geriet. Ende 2003 stieg ABB aus dem Rückversicherungsgeschäft aus und verkaufte die Gruppe für 425 Millionen US-Dollar an die bermudianische Versicherungsgruppe White Mountains. Diese formierte die Sirius Group, in dem das erworbene mit bereits bestehendem Rückversicherungsgeschäft zusammengelegt wurde. 2011 wurde bezugnehmend auf das Gründungsjahr das Sirius Syndicate 1945 gegründet, das ab dem 1. Juli des Jahres bei Lloyd’s of London als Syndikat Geschäft schrieb. 2016 wurde die Sirius Group an China Minsheng Investment für knapp 2,6 Milliarden US-Dollar veräußert. 2019 geriet der neue Inhaber in finanzielle Schwierigkeiten, so dass 2020 der Verkaufsprozess für die Sirius Group gestartet wurde.
Third Point Re wurde 2011 vom Hedgefonds Third Point initiiert und startete Anfang des folgenden Jahres die Geschäftstätigkeit. Im August 2013 folgte der Börsengang an der New York Stock Exchange. Im November 2017 verkaufte der unter anderem auf den Versicherungsbereich spezialisierte Private-Equity-investor Kelso & Company einen Großteil seiner Anteile.
Im Februar 2021 startete SiriusPoint seine Geschäftstätigkeit mit über 3 Milliarden US-Dollar Eigenkapital, die Gesellschaft verfügt aufgrund ihrer vorherigen Tätigkeiten über Lizenzen in Bermuda, den Vereinigten Staaten, Schweden, dem Vereinigten Königreich, Belgien, der Schweiz, Kanada und Singapur, die teilweise auch grenzübergreifende Aktivitäten erlauben.